# Crotalaria microthamnus
Crotalaria microthamnus är en ärtväxtart som beskrevs av Rudolf Wilczek. Crotalaria microthamnus ingår i släktet sunnhampor, och familjen ärtväxter. IUCN kategoriserar arten globalt som livskraftig. Inga underarter finns listade i Catalogue of Life.